# Emrah Klimenta
Emrah Klimenta (in serbo Емрах Климента?; Rožaje, 13 febbraio 1991) è un calciatore montenegrino, difensore svincolato.

## Caratteristiche tecniche
È un difensore centrale.

## Carriera

### Nazionale
Ha esordito in nazionale il 29 maggio 2016 in occasione dell'amichevole persa 1-0 contro la Turchia.

## Statistiche

### Cronologia presenze e reti in nazionale
| Cronologia completa delle presenze e delle reti in nazionale ― Montenegro | Cronologia completa delle presenze e delle reti in nazionale ― Montenegro | Cronologia completa delle presenze e delle reti in nazionale ― Montenegro | Cronologia completa delle presenze e delle reti in nazionale ― Montenegro | Cronologia completa delle presenze e delle reti in nazionale ― Montenegro | Cronologia completa delle presenze e delle reti in nazionale ― Montenegro | Cronologia completa delle presenze e delle reti in nazionale ― Montenegro | Cronologia completa delle presenze e delle reti in nazionale ― Montenegro |
| Data                                                                      | Città                                                                     | In casa                                                                   | Risultato                                                                 | Ospiti                                                                    | Competizione                                                              | Reti                                                                      | Note                                                                      |
| ------------------------------------------------------------------------- | ------------------------------------------------------------------------- | ------------------------------------------------------------------------- | ------------------------------------------------------------------------- | ------------------------------------------------------------------------- | ------------------------------------------------------------------------- | ------------------------------------------------------------------------- | ------------------------------------------------------------------------- |
| 29-5-2016                                                                 | Adalia                                                                    | Turchia                                                                   | 1 – 0                                                                     | Montenegro                                                                | Amichevole                                                                | -                                                                         | 75’                                                                       |
| 4-6-2017                                                                  | Podgorica                                                                 | Montenegro                                                                | 1 – 2                                                                     | Iran                                                                      | Amichevole                                                                | -                                                                         |                                                                           |
| 10-6-2017                                                                 | Podgorica                                                                 | Montenegro                                                                | 4 – 1                                                                     | Armenia                                                                   | Qual. Mondiali 2018                                                       | -                                                                         | 75’                                                                       |
| 8-10-2017                                                                 | Varsavia                                                                  | Polonia                                                                   | 4 – 2                                                                     | Montenegro                                                                | Qual. Mondiali 2018                                                       | -                                                                         |                                                                           |
| 23-3-2018                                                                 | Nicosia                                                                   | Cipro                                                                     | 0 – 0                                                                     | Montenegro                                                                | Amichevole                                                                | -                                                                         | 46’                                                                       |
| 27-3-2018                                                                 | Podgorica                                                                 | Montenegro                                                                | 2 – 2                                                                     | Turchia                                                                   | Amichevole                                                                | -                                                                         | 90+2’                                                                     |
| 20-11-2018                                                                | Podgorica                                                                 | Montenegro                                                                | 0 – 1                                                                     | Romania                                                                   | UEFA Nations League 2018-2019 - 1º turno                                  | -                                                                         | 87’                                                                       |
| Totale                                                                    |                                                                           | Presenze                                                                  | 7                                                                         |                                                                           | Reti                                                                      | 0                                                                         |                                                                           |

## Palmarès

### Club

#### Competizioni nazionali
- USL: 1

Sacramento Republic: 2014